# Calathea lutea
Calathea lutea är en strimbladsväxtart som först beskrevs av Jean Baptiste Christophe Fusée Aublet, och fick sitt nu gällande namn av Ernst Meyer och Schult.. Calathea lutea ingår i släktet Calathea och familjen strimbladsväxter. Inga underarter finns listade.

## Bildgalleri

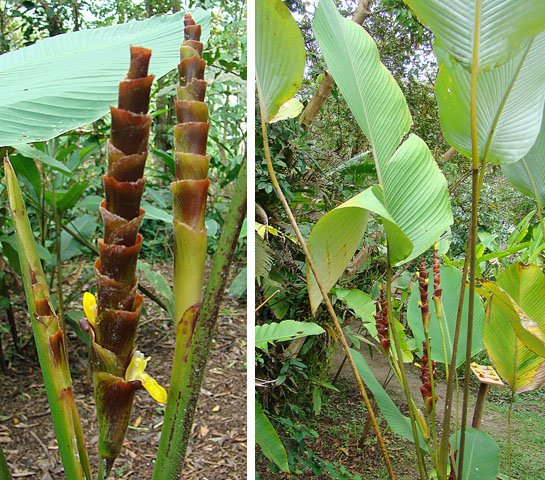
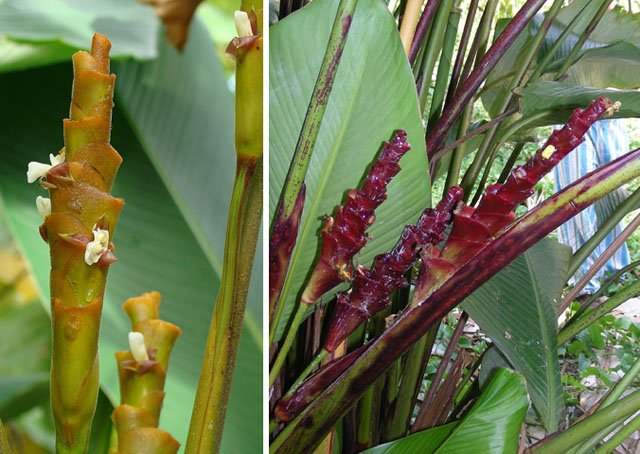
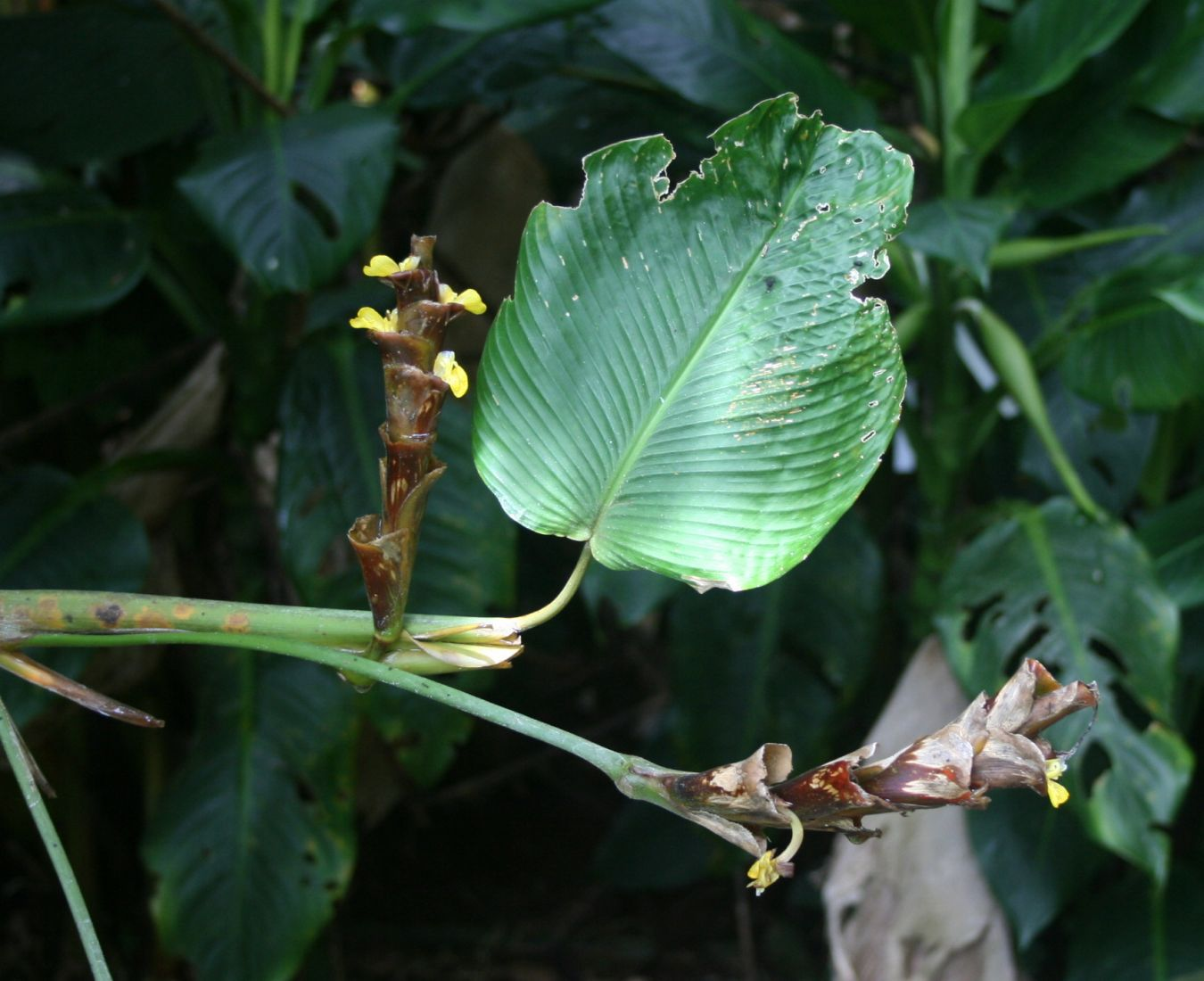
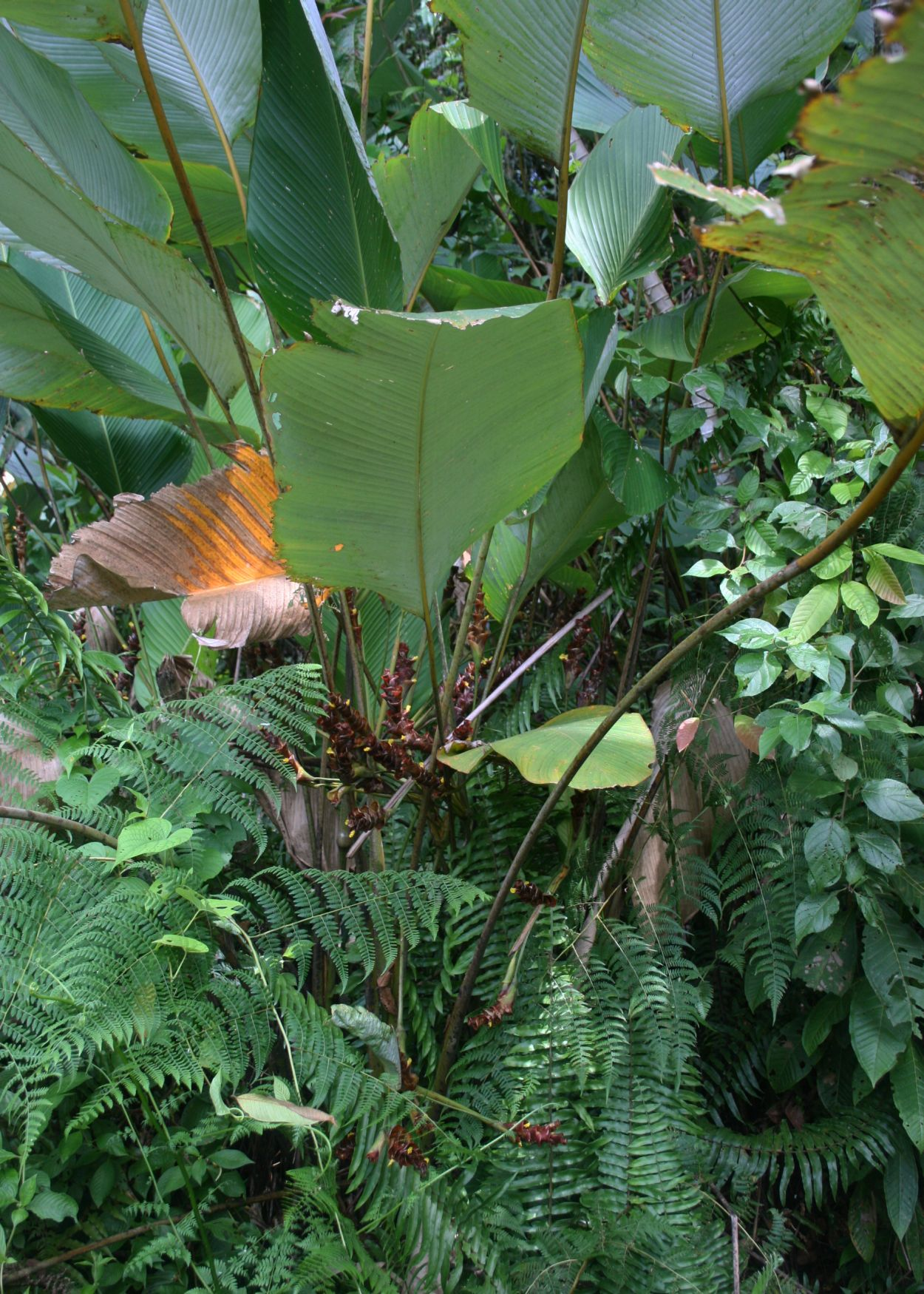